# جیمز مک‌میلان (قایقران روئینگ)
جیمز مک‌میلان (انگلیسی: James McMillin; ۸ مارس ۱۹۱۴ – ۲۲ اوت ۲۰۰۵) قایقران روئینگ اهل ایالات متحده آمریکا بود.